# Ароматичні кетони
Аромати́чні альдегі́ди і кето́ни — сполуки, що містять альдегідну -CH=O або карбонільну групу >С=О в молекулі з одним як мінімум ароматичним ядром. Вони бувають чисто ароматичними або аліфатично ароматичними.
Назви альдегідів за систематичною номенклатурою IUPAC утворюють з назви аренового залишку Ar і закінчення карбальдегід. Для С6Н5-СОН переважно застосовують напівтривіальну назву бензальдегід поряд з бензолкарбальдегідом, або бензенкарбальдегідом. Широко використовують тривіальні назви ароматичних альдегідів від назв відповідних кислот, в які вони переходять при окисненні. Назви ароматичних кетонів за систематичною номенклатурою утворюються від назв вуглеводнів, у структурі яких розміщенні арильні залишки, і закінчення -он. Для радикально-функціональної номенклатури назви складаються з назв вуглеводневих груп, перелічених за алфавітом та закінчення -кетон.

## Отримання

### Окиснення ароматичних вуглеводнів
{\displaystyle \mathrm {C_{6}H_{5}CH_{3}\longrightarrow C_{6}H_{5}CHO+H_{2}O} }
{\displaystyle \mathrm {C_{6}H_{5}CH_{2}CH_{3}\longrightarrow C_{6}H_{5}C(O)CH_{3}+H_{2}O} }

### Окиснення ароматичних спиртів
При окисненні первинних ароматичних спиртів утворюються альдегіди, вторинних — кетони:
{\displaystyle \mathrm {C_{6}H_{5}CH_{2}OH\longrightarrow C_{6}H_{5}CHO+H_{2}O} }
{\displaystyle \mathrm {C_{6}H_{5}CH(CH_{3})OH\longrightarrow C_{6}H_{5}C(O)CH_{3}+H_{2}O} }

### Гідроліз ароматичних дигалогенопохідних
Гідроліз гемінальних галогенопохідних проходить з утворенням нестійкого діолу, який швидко дегідратується до відповідної карбонільної сполуки:
{\displaystyle \mathrm {C_{6}H_{5}CHCl_{2}+H_{2}O\xrightarrow {-2HCl} C_{6}H_{5}CH(OH)_{2}\xrightarrow {-H_{2}O} C_{6}H_{5}CHO} }
{\displaystyle \mathrm {C_{6}H_{5}{-}CCl_{2}{-}C_{6}H_{5}+H_{2}O\longrightarrow C_{6}H_{5}{-}C(O){-}C_{6}H_{5}} }

### Реакція Фріделя — Крафтса
За допомогою реакції Фріделя — Крафтса отримують ароматичні кетони:
{\displaystyle {\ce {C6H6 + CH3COCl ->[AlCl3] C6H5-CO-CH3 + HCl}}}

## Фізичні властивості
Ароматичні альдегіди та кетони — прозорі рідини або кристалічні речовини, часто з запахом гіркого мигдалю і квітів. Спектральні характеристики ароматичних альдегід і кетонів близькі до характеристик ненасичених карбонільних сполук.

## Хімічні властивості
За хімічними властивостями ароматичні альдегіди й кетони вони подібні до насичених аліфатичних. Ароматичні менш реакційноздатні, ніж аліфатичні, внаслідок впливу ароматичного ядра. Вони вступають у реакції за рахунок бензольного ядра.
- Конденсація Клайзена (1881 р.), Ю. Шмідта (1880 р.)

Ароматичні альдегіди на зразок бензойного та кетони на зразок ацетофенона самі в альдольну конденсацію не вступають, оскільки в α-положенні відносно карбонільної групи не містять атомів водню. Такі альдегіди і кетони не можуть бути метиленовою компонентою. Однак як карбонільні компоненти вони реагують з тими аліфатичними сполуками, які є метиленовими компонентами. При цьому спочатку утворюється альдоль, а потім завдяки дегідратації кінцевий продукт конденсації:
{\displaystyle \mathrm {C_{6}H_{5}CHO+CH_{3}CHO\longrightarrow C_{6}H_{5}CH{=}CHCOH} }
- Реакція Перкіна

Вона також відноситься до альдольної конденсації і полягає у взаємодії аренальдегіду на зразок бензойного з ангідридами карбонових кислот у присутності основи. Переважно основою служить калієва або натрієва сіль кислоти того ангідриду, що використовується.
- Бензоїнова конденсація (Ю. Лібіх, Ф. Велер, 1834 р.).

При дії на бензальдегід каталітичної кількості ціанідів калію або натрію у водних розчинах бензоїн:
{\displaystyle \mathrm {C_{6}H_{5}CHO+C_{6}H_{5}COOH\longrightarrow C_{6}H_{5}{-}CH(OH)C(O){-}C_{6}H_{5}} }
- Реакція Канніццаро

Її називають ще реакцією диспропорціювання. У реакцію вступає як один альдегід так і суміш двох, один з яких повинен бути ароматичним:
Часто використовують змішану перехресну реакцію, для якої відновником виступає мурашиний альдегід.
{\displaystyle \mathrm {C_{6}H_{5}CHO+HCHO\longrightarrow C_{6}H_{5}CH_{2}OH+HCOOH} }
- Взаємодія з фенолами та ароматичними амінами

Феноли та ароматичні аміни з відносно активним атомом водню в о- і n-положеннях здатні реагувати з ароматичним альдегідами з утворенням похідних трифенілметану, які застосовуються для синтезу відповідних барвників.
- Утворення основ Шиффа

При взаємодії ароматичних альдегідів з первинними амінами одержують азометини, або основи Шиффа:
- Взаємодія з гідроксиламіном

Ароматичні кетони взаємодіють з гідроксиламіном з утворенням відповідних оксимів:
{\displaystyle {\ce {C6H5-CO-C6H4-CH3 + H2N-OH ->[- H2O] C6H5-C(=N-OH)-C6H4-CH3}}}
- Хлорування альдегідної групи

Ароматичні альдегіди, на відміну від аліфатичних, здатні хлоруватися за альдегідною групою при дії галогену з утворенням галогенангідриду:
{\displaystyle \mathrm {C_{6}H_{5}CHO+Cl_{2}\longrightarrow C_{6}H_{5}CClO+HCl} }